# Masashi Miura
Masashi  Miura (japanisch 三浦 雅士; geboren 17. Dezember 1946 in Hirosaki, Präfektur Aomori) ist ein japanischer Herausgeber, Literaturkritiker, Essayist und Tanzexperte. Von 1978 bis 1980 benutzte er das Pseudonym Imai Hiroyasu (今井 裕康).

## Leben und Wirken
Masashi Miura besuchte eine Oberschule in Hirosaki und begann 1969 eine Arbeit beim Verlag Seidosha (青土社). Er beteiligte sich an der Gründung des Magazins „Yuriika“ (ユリイカ) und wurde 1972 dessen Chefredakteur. Ab 1975 war er Chefredakteur von „Gendai shisō“ (現代思想) – etwa „Modernes Denken“. 1982 schied er aus  und befasste sich mit kritischen Essays mit einem breiten Spektrum von künstlerischen Aktivitäten, darunter mit Literatur, Denken und Theater.
1985 wurde Miura für sein Werk „Merankorī no suimiyaku “ (メランコリーの水脈) – „Im Fahrwasser der Melancholie“ den „Suntory-Feuilleton-Preis “ (サントリー学芸賞). 1991 übernahm er als Chefredakteur das „Dance Magazine“ (ダンスマガジン). Im Jahr 2012 wurde ihm mit der „Nihon Gakuin – Onshishō“ (日本学士院 恩賜賞) – „Kaiserlichen Ehrenpreis der Akademie der Wissenschaften“ für seine kritischen Leistungen verliehen, sein Verständnis und sein Blick aus einer einzigartigen Perspektive. Er wurde im gleichen Jahr Mitglied der Akademie. Beispiele für seine Werke sind
- „Seishun no shūen“ (青春の終焉) –  „Das Ende der Jugend“,
- „Sōseki ― haha ni aisa renakatta ko“ (漱石―母に愛されなかった子) – „Sōseki - Ein Kind, das von seiner Mutter nicht geliebt wurde“,
- „Jinsei to iu sakuhin“ (人生という作品) – „Ein Werk namens Menschenleben“,
- „Watashi to iu genshō“ (私という現象) – „Ich als Erscheinung“,
- „Terayama Shūji “ (寺山修司) – „Shūji Terayama“ und andere Werke.